# Le Colosse sans visage
Le Colosse sans visage est le 3e album de la série de bande dessinée Papyrus de Lucien De Gieter. L'ouvrage est publié en 1980.